# Iginio Rogger

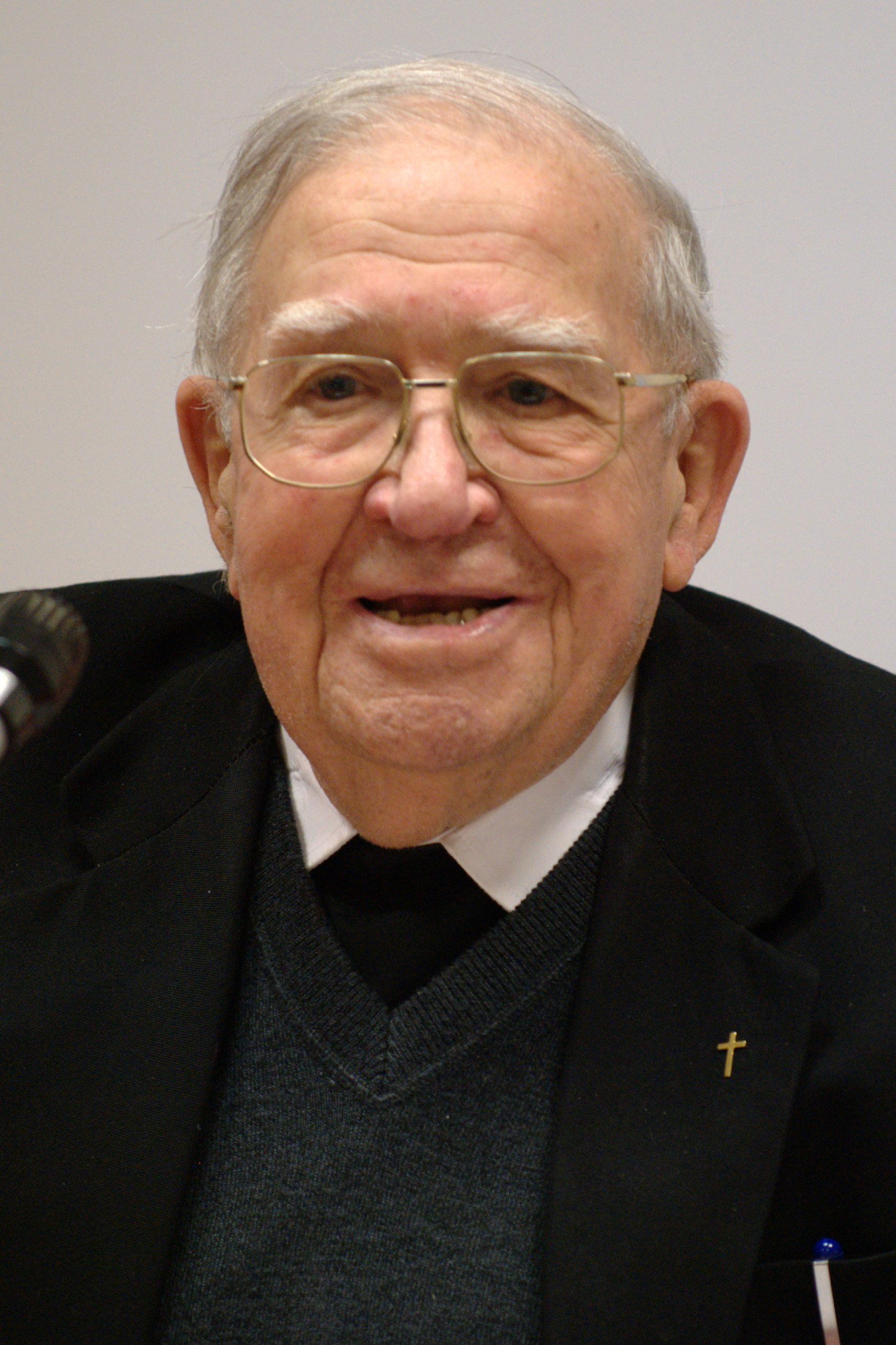
Iginio Rogger a una conferenza nel 2011

Iginio Rogger (Pergine Valsugana, 20 agosto 1919 – Trento, 12 febbraio 2014) è stato un presbitero e storico italiano, studioso della storia del cristianesimo in Trentino.

## Biografia
È nato a Pergine ma è cresciuto a Levico Terme, primo dei nove figli di Francesco e Faustina Persiali, originaria di Armo in Val Vestino. Ha studiato a Roma presso la Pontificia Università Gregoriana laureandosi in filosofia e teologia. Nel 1945 è stato ordinato sacerdote e nel 1951 ha conseguito un dottorato in storia della Chiesa. Ha quindi iniziato ad insegnare la materia al seminario teologico di Trento, e nel 1955 anche Liturgia. Nel 1960 ha conseguito la libera docenza.
Negli anni cinquanta è anche diventato direttore del Museo diocesano tridentino di Trento.
Nel 1965 fu il "principale ispiratore" dell'abolizione del culto del Simonino ad opera dell'arcivescovo Alessandro Maria Gottardi. Ha inoltre messo in discussione la storicità del martirio di San Vigilio.
Fra 1964 e 1977 portò avanti gli scavi nel sottosuolo della Cattedrale di San Vigilio facendo tornare alla luce l'antica basilica paleocristiana.
Nel 1975 ha fondato l'Istituto di scienze religiose presso l'Istituto trentino di cultura (ITC). Ha fatto parte per il Trentino della tavola rotonda formata per l'istituzione della Euregio Tirolo-Alto Adige-Trentino.
Nel 1998 Trento gli ha conferito l'Aquila di San Venceslao. Nel 1999 in occasione del suo ottantesimo compleanno il Centro per le scienze religiose in Trento dell'ITC ha pubblicato una miscellanea di studi in suo onore. Il 12 aprile 2006 l'Università di Trento gli ha conferito una laurea honoris causa in giurisprudenza. L'elogio è stato tenuto dal prof. Diego Quaglioni.
È morto il 12 febbraio 2014 all'età di 94 anni.

## Lista parziale delle opere
- (con Antonio Quacquarelli et al.) I martiri della val di Non e la reazione pagana alla fine del IV secolo: Atti del convegno tenuto a Trento il 27-28 marzo 1984, EDB, 1985. ISBN 88-10403592
- (curato insieme a Marco Bellabarba) Il principe vescovo Johannes Hinderbach (1465-1486) fra tardo Medioevo e Umanesimo, Comune di Trento - Istituto di Scienze Religiose in Trento, Edizioni Dehoniane, Bologna 1992 (Atti del convegno promosso dalla Biblioteca Comunale di Trento, 2-6 ottobre 1989).[11]
- Il Duomo di Trento, Museo diocesano, Trento 1982 (IIª ed.).
- Celestino Endrici, in Dizionario Biografico degli Italiani Istituto dell'Enciclopedia italiana, vol. 42, Roma 1993, pp. 660-663.
- Riconsiderazioni sulla storia della Chiesa locale trentina, in Storia del Trentino, a cura di Lia de Finis, Didascalibri, Trento 1994.
- (con Giuseppe Alberigo), Il Concilio di Trento nella prospettiva del terzo millennio. Atti del Convegno tenuto a Trento il 25-28 settembre 1995, Morcelliana. ISBN 88-37216556
- Un ricordo di Hubert Jedin a vent'anni dalla morte, in  Cristianesimo nella storia, 22(2), 2001, pp. 307-313.
- (curato insieme a Enrico Cavada) L'antica basilica di San Vigilio in Trento - Storia - Archeologia - Reperti (2 voll.), Museo diocesano tridentino, Trento 2001.
- Archeologia e agiograpia sulla basilica di San Vigilio en Trent, in Antigüedad y cristianismo: Monografías históricas sobre la Antigüedad tardía, 21, 2004, pp. 437-446.
- 1965: Trento cancella il rito del Simonino il bambino martirizzato dai «giudei», su ladige.it, l'Adige, 22 marzo 2007. URL consultato il 6/6/2008 (archiviato dall'url originale il 4 marzo 2016).
- In margine al caso Simonino di Trento. Aspetti istituzionali e morali della questione [Lectio magistralis], in Diego Quaglioni & Fulvio Zuelli (ed.), Omaggio a Iginio Rogger.  Conferimento della laurea honoris causa in Giurisprudenza. Trento, 12 aprile 2006, CEDAM, 2008.
- Storia della Chiesa di Trento. Da Vigilio al XIX secolo, Il Margine, Trento 2009. ISBN 978-88-6089-049-8.